# East Oakdale
East Oakdale és una població dels Estats Units a l'estat de Califòrnia. Segons el cens del 2000 tenia 2.742 habitants.

## Demografia
Segons el cens del 2000, East Oakdale tenia 2.742 habitants, 989 habitatges, i 824 famílies. La densitat de població era de 188 habitants/km².
Dels 989 habitatges en un 33,1% hi vivien nens de menys de 18 anys, en un 75,8% hi vivien parelles casades, en un 5,4% dones solteres, i en un 16,6% no eren unitats familiars. En el 13,5% dels habitatges hi vivien persones soles el 5,9% de les quals corresponia a persones de 65 anys o més que vivien soles. El nombre mitjà de persones vivint en cada habitatge era de 2,77 i el nombre mitjà de persones que vivien en cada família era de 3,03.
Per edats la població es repartia de la següent manera: un 25,3% tenia menys de 18 anys, un 5,5% entre 18 i 24, un 22,2% entre 25 i 44, un 34% de 45 a 60 i un 13% 65 anys o més.
L'edat mediana era de 44 anys. Per cada 100 dones de 18 o més anys hi havia 102,9 homes.
La renda mediana per habitatge era de 70.227 $ i la renda mediana per família de 83.587 $. Els homes tenien una renda mediana de 70.096 $ mentre que les dones 36.602 $. La renda per capita de la població era de 40.633 $. Entorn del 5,1% de les famílies i el 7,9% de la població estaven per davall del llindar de pobresa.

## Poblacions més properes
El següent diagrama mostra les poblacions més properes.